# Renaud Denoix de Saint Marc
Renaud Denoix de Saint Marc, nacido el 24 de septiembre de 1938 en Boulogne-sur-Seine es un alto funcionario francés. Es miembro del tribunal constitucional francés desde febrero de 2007.
Fue también vicepresidente del Consejo de Estado desde abril 1995 hasta octubre 2006 y presidente del Instituto Francés de Ciencias Administrativas (IFSA) y secretario general del gobierno desde 1986 hasta 1995.

## Biografía
Licenciado en Derecho y antiguo alumno del Instituto de Estudios Políticos de París y de la Escuela Nacional de Administración francesa.
En 2004, es elegido miembro de la Academia de Ciencias Morales y Políticas.

## Obras
- Lección de derecho administrativos, Hachette, 1989
- El Estado, PUF, Que sais-je?, 2004
- Historia de la ley, Ediciones Privat, 2008